# Ås socken, Halland
Ås socken i Halland ingick i Viske härad, ingår sedan 1971 i Varbergs kommun och motsvarar från 2016 Ås distrikt.
Socknens areal är 37,87 kvadratkilometer, varav 37,15 land. År 2000 fanns här 1 618 invånare. Orten Åskloster samt tätorten Åsby med sockenkyrkan Ås kyrka ligger i socknen.  

## Administrativ historik
Ås socken har medeltida ursprung.
Vid kommunreformen 1862 övergick socknens ansvar för de kyrkliga frågorna till Ås församling och för de borgerliga frågorna till Ås landskommun.  Landskommunen uppgick 1952 i Veddige landskommun som 1971 uppgick i Varbergs kommun. Församlingen uppgick 2006 i Veddige församling som 2012 uppgick i Veddige-Kungsäters församling.
1 januari 2016 inrättades distriktet Ås, med samma omfattning som församlingen hade 1999/2000. 
Socknen har tillhört fögderier och domsagor enligt Viske härad. De indelta båtsmännen tillhörde Norra Hallands första båtsmanskompani.

## Geografi och natur
Ås socken ligger vid kusten söder om Viskan och Klosterfjorden till del på Årnäshalvön och öar i havet. Socknen består av en smal kustslätt i väster, Deromedalen i öster och skogbevuxna bergshöjder däremellan.
Årnäsuddens naturreservat ingår i EU-nätverket Natura 2000.
En sätesgård var Åsklosters kungsgård.
I Åsbro fanns förr ett gästgiveri.

## Fornlämningar
Från stenåldern finns cirka 20 boplatser. Från bronsåldern finns över talrika gravrösen varav några på Årnäshalvön är stora. Från järnåldern finns gravfält och en fornborg. Ruinkullar efter Ås kloster finns här också.

## Namnet
Namnet (1345 Aas) kommer från kyrkbyn och är bildat från ås, 'höjdsträckning'.

## Befolkningsutveckling
| Befolkningsutvecklingen i Ås socken, Halland 1750–1990                                                  | Befolkningsutvecklingen i Ås socken, Halland 1750–1990 | Befolkningsutvecklingen i Ås socken, Halland 1750–1990 | Befolkningsutvecklingen i Ås socken, Halland 1750–1990 | Befolkningsutvecklingen i Ås socken, Halland 1750–1990 |
| --- | ------------------------------------------------------ | ------------------------------------------------------ | ------------------------------------------------------ | ------------------------------------------------------ |
| |                                                        |                                                        |                                                        |                                                        |
| År |                                                        |                                                        | Folkmängd                                              |                                                        |
| 1750 | 1750                                                   |                                                        | 704                                                    |                                                        |
| 1760 | 1760                                                   |                                                        | 782                                                    |                                                        |
| 1769 | 1769                                                   |                                                        | 943                                                    |                                                        |
| 1780 | 1780                                                   |                                                        | 959                                                    |                                                        |
| 1790 | 1790                                                   |                                                        | 975                                                    |                                                        |
| 1800 | 1800                                                   |                                                        | 969                                                    |                                                        |
| 1810 | 1810                                                   |                                                        | 965                                                    |                                                        |
| 1820 | 1820                                                   |                                                        | 1 071                                                  |                                                        |
| 1830 | 1830                                                   |                                                        | 1 259                                                  |                                                        |
| 1840 | 1840                                                   |                                                        | 1 352                                                  |                                                        |
| 1850 | 1850                                                   |                                                        | 1 369                                                  |                                                        |
| 1860 | 1860                                                   |                                                        | 1 527                                                  |                                                        |
| 1870 | 1870                                                   |                                                        | 1 577                                                  |                                                        |
| 1880 | 1880                                                   |                                                        | 1 492                                                  |                                                        |
| 1890 | 1890                                                   |                                                        | 1 360                                                  |                                                        |
| 1900 | 1900                                                   |                                                        | 1 222                                                  |                                                        |
| 1910 | 1910                                                   |                                                        | 1 162                                                  |                                                        |
| 1920 | 1920                                                   |                                                        | 1 173                                                  |                                                        |
| 1930 | 1930                                                   |                                                        | 1 118                                                  |                                                        |
| 1940 | 1940                                                   |                                                        | 990                                                    |                                                        |
| 1950 | 1950                                                   |                                                        | 1 028                                                  |                                                        |
| 1960 | 1960                                                   |                                                        | 1 054                                                  |                                                        |
| 1970 | 1970                                                   |                                                        | 1 063                                                  |                                                        |
| 1980 | 1980                                                   |                                                        | 1 172                                                  |                                                        |
| 1990 | 1990                                                   |                                                        | 1 338                                                  |                                                        |
| Anm: Källor: Umeå universitet - Tabellverket 1749-1859, Demografiska databasen, CEDAR, Umeå universitet |                                                        |                                                        |                                                        |                                                        |